# 1415 Малаутра
1415 Малаутра (1415 Malautra) — астероїд головного поясу, відкритий 4 березня 1937 року.
Тіссеранів параметр щодо Юпітера — 3,640.